# Methles rectus
Methles rectus är en skalbaggsart som beskrevs av Sharp 1882. Methles rectus ingår i släktet Methles och familjen dykare. Inga underarter finns listade i Catalogue of Life.